# Acamapichtli
Acamapichtli (náuatle/nauatle : akamaˈpit͡ʃt͡ɬi ; português: Punhado de caniços, 1347 - 1391) foi o primeiro tlatoani de Tenochtitlan, reinou por 19 anos de 1376 a 1391, foi o fundador da dinastia imperial asteca. 

## Vida
Acamapichtli não era nativo de Tenochtitlan. As relações de sangue entre os governantes eram um aspecto importante da política no Século XIV no México, e como eram recém-chegados, os Astecas estavam em desvantagem. Com a morte de Tenoch em 1375, os anciãos do calpultin asteca decidiram eleger um tlatoani que poderia garantir a posição de sua cidade com os grupos poderosos da região utilizando para isso de laços de parentescos. Visando isso enviaram uma delegação para a cidade Culhuacan de Texcoco. Embora esse povo os tivessem expulsado de Chapultepec seu antigo lar, já ocorreram alguns casamentos entre os dois povos durante seu período de associação. Acamapichtli por exemplo fora fruto de tal união. Seu pai, Opochtli Iztahuatzin, era um líder asteca, enquanto sua mãe Atotoztli I era a filha do Rei Coxcoxtli e irmã do rei Huehue Acamapichtli. E tinha parentesco com os  Culhuacan de Coatlinchan. A alegação de que os Culhuacan descendiam dos toltecas, tornava esta linhagem particularmente atrativa para os desígnios astecas .
Acamapichtli começou seu reinado como Cihuacoatl. No momento de sua designação tinha 20 anos de idade, morando em Texcoco com sua mãe. Após a sua aceitação do trono, foi trazido para Tenochtitlan e fez sua entrada na cidade com grande pompa. Ele se casou com Ilancueitl, filha do então governante de Culhuacán, Acolmiztli  .
Para integrar os laços com a cidade de Tenochtitlan, Acamapichtli tomou uma esposa de cada calpulli de Tenochtitlan (além de sua primeira esposa Ilancuetl). No mesmo ano, a  cidade irmã de Tenochtitlan , Tlatelolco também teve um tlatoani estrangeiro - Cuacuapitzahuac, filho de Tezozómoc, tlatoani da cidade Tepaneca  de Azcapotzalco, a outra grande potência na região.
Apesar da descendência dos Culhuacan, a cidade de Acamapichtli entrou rapidamente para a órbita dos Tepanecas e se tornou tributária de Azcapotzalco . Durante o reinado de Acamapichtli forças astecas lutaram ao lado de Azcapotzalco contra várias cidades-estado, principalmente Chalco, mas depois tiveram permissão de iniciar suas próprias lutas. Expedições foram enviadas contra Cuauhnahuac (atual Cuernavaca) e Xochimilco .
Os astecas deviam pagar os tributos aos governantes Tecpanecas a cada lua cheia. Apesar da hostilidade de Azcapotzalco, que a sugava com seus tributos Tenochtitlan progrediu  . 
Construída no meio do lago Texcoco, Tenochtitlan sofria pela limitação de espaço para cultivo, a ilha em que a cidade estava situada (o único território sujeito à suas leis) foi ampliada para o leste com a adição de terra e rocha. No entanto,  os astecas tiveram o cuidado de manter uma distância segura do continente, para finalidades defensivas em caso de guerra.
Acamapichtli precisava constituir uma base agrícola para a cidade, e resolveu expandir o sistema chinampa (hortas flutuantes) ao redor da ilha, e capturar chinampas ribeirinhas de outras cidades, particularmente Xochimilco. Também fez melhorias na arquitetura da cidade.
Durante o seu reinado, a cidade foi dividida em quatro bairros: Moyotlán no sudoeste; Zoquipan no sudeste; Cuecopan no noroeste; e Atzacualco no nordeste. As casas construídas de bambu e palha foram substituídas por casas de pedra. Um grande templo, Teocalli, foi construído. E as primeiras leis astecas foram feitas além de ritos religiosos, incluindo o sacrifício humano .
Em 1382, Acamapichtli foi nomeado Tlatoani. Ele foi coroado com ainda mais pompa do que antes, no altar de Huitzilopochtli. Ele subiu os degraus acompanhados pelos guerreiros de mais alto escalão. Ele foi ungido com óleo e água pelo sumo sacerdote, que colocou na cabeça a coroa ou xiuhuitzolli. Esta mesma cerimônia foi repetida em todas as coroações astecas subsequentes, com a diferença de que, a partir de 1427, o novo tlatoani estavam  acompanhado pelos governantes de Texcoco e Tlacopan, as outras duas cidades que irão formar a Tríplice Aliança Asteca.
Acamapichtli era um político astuto, que reforçou a sua posição de realizar alianças com os vizinhos ao invés de guerras. Com isso evitou constrangimentos com os governantes mais fortes, como no caso de Tezozómoc, aceitando o pagamento dos tributos exigidos. Tezozómoc exigiu uma chinampa cultivada com belas flores, e os astecas construíram uma, cultivaram as flores, e levou a chinampa flutuando pelo lago até Tezozómoc .
Com sua primeira esposa , Acamapichtli, não conseguia ter filhos, então tomou outra mulher, Tezcatlan Miyahuatzin. Ela foi a mãe de Huitzilíhuitl, que lhe sucedeu ao trono após sua morte. Outro filho de Acamapichtli, Itzcoatl, também se tornou tlatoani em 1427. Ele era filho de um bela escrava que Acamapichtli tinha comprado no mercado de Azcapotzalco. Ela tinha origem nobre, mas foi capturada e escravizada  . Embora tlatoani não fosse estritamente um título hereditário, os candidatos estavam restritos a uma pequena classe de príncipes, e todos os governantes astecas posteriores descendiam de Acamapichtli .
Antes de sua morte, Acamapichtili convocou os chefes dos quatro bairros em que havia dividido a cidade, e pediu-lhes para eleger seu sucessor. Escolheram seu filho mais velho Huitzilíhuitl. Acamapichtili aprovou a eleição, e depois morreu. Após a morte de seu pai, Huitzilíhuitl consolidou seu poder, ordenando uma nova eleição, com mais eleitores, incluindo importantes guerreiros e sacerdotes.
| Precedido por ninguém | 1º Tlatoani de Tenochtitlan 1382 – 1391 | Sucedido por Huitzilihuitl |
| Precedido por Ténoch  | Cihuacoatl de Tenochtitlan 1376 – 1382  | Sucedido por —             |